# Arsenura romulus
Arsenura romulus är en fjärilsart som beskrevs av J. Peter Maassen 1869. Arsenura romulus ingår i släktet Arsenura och familjen påfågelsspinnare. Inga underarter finns listade i Catalogue of Life.